# Banuan
Banuan is een bestuurslaag in het regentschap Timor Tengah Utara van de provincie Oost-Nusa Tenggara, Indonesië. Banuan telt 572 inwoners (volkstelling 2010).